# Kontinentalna liga u hokeju na ledu
Kontinentalna liga u hokeju na ledu (rus. Континентальная Хоккейная Лига, eng. Continental Hockey League) je međunarodno klupsko natjecanje u hokeju na ledu.
Prvi put je odigrana u sezoni 2008./09. Sljednicom je ruske Superlige.

## Natjecateljski sustav
Igra se po ligaškom sustavu, a potom se igra doigravanje u kojem 16 momčadi igra na ispadanje po kup-sustavu.
U ligaškom dijelu natjecanja je liga dodatno podijeljena na 2 konferencije (Zapadnu i Istočnu) koje se dijela na 4 divizije koje nose imena po velikanima ruskog hokeja: divizija Bobrov, divizija Tarasov, divizija Harlamov i divizija Černjišev. Pobjednici divizija dobivaju nositeljska mjesta u doigravanju, a preostalih 12 sudionika doigravanja su preostale momčadi koje ostvare najbolji bodovni učinak na ukupnoj ljestvici za pojedinu konferenciju.
Najbolja momčad dobiva pokal koji nosi ime Gagarinov pokal (rus. Кубок Гагарина).

## Sudionici
U prvoj sezoni (2008./09.) su se natjecala 24 kluba. 21 je bio iz Rusije, a po 1 iz Bjelorusije (Dinamo Minsk), Latvije (Dinamo Riga) i Kazahstana (Barys Astana).
29. ožujka 2013. Medveščak je predao službeni zahtjev za ulazak u KHL. U sezoni 2016./17. natjecalo se 29 klubova iz devet država.

### Zapadna konferencija
| - CSKA, Moskva - Dinamo, Minsk - Dinamo, Moskva 3 - Lokomotiv, Jaroslavlj 2 - Severstalj, Čerepovec | - SKA, Sankt Peterburg - Soči, Soči - Spartak, Moskva - Torpedo, Nižnji Novgorod - Vitjaz, Podolsk 4 |

### Istočna konferencija
| - Ak Bars, Kazan - Avtomobilist, Ekaterinburg - Kunlun Red Star, Peking - Metalurg, Magnitogorsk - Neftehimik, Nižnjekamsk - Traktor, Čeljabinsk | - Admiral, Vladivostok - Amur, Habarovsk - Avangard, Omsk - Baris, Astana - Salavat Julajev, Ufa - Sibir, Novosibirsk |

### Bivši članovi
- Lev, Prag 1
- MVD, Balašiha 3
- Atlant, Mytišči 5
- Himik, Voskresensk
- Lev, Poprad 1
- Donbass, Donjeck

1 Lev iz Praga je 2012. naslijedio Lev iz Poprada, s istim vlasnicima, ali se ova dva kluba ne smatraju istim klubom. 

2 Lokomotiv iz Jaroslavlja nije igrao 2011./12. zbog pogiblje momčadi u avionskoj nesreći 

2 Dinamo iz Moskve i MVD iz Balašihe su se 2010. ujedinili u UHC Dinamo, koji je 2012. preimenovan u Dinamo (Dinamo je tako nastavio svoju tradiciju) 

4 Vitjaz je igrao do 2013. u Čehovu 

5 Atlant se često naziva punim imenom Atlant Moskovskaja oblast

## Gagarinov pokal
Gagarinov pokal (također i Gagarinov kup ili Gagarinov trofej) dobiva najuspješnija momčad u završnici doigravanja KHL-a, koja time postaje i prvak lige, ali i prvak Rusije (Ako se radi o ruskoj momčadi, u protivnom najbolja ruska momčad po rankingu postaje prvakom Rusije, a neruska prvakom KHL-a). Ime je dobio po prvom kozmonautu Juriju Gagarinu. Igra se na seriju od četiri pobjede (odnosno best-of-seven).
| sezona    | prvak                  | serija | doprvak                |
| --------- | ---------------------- | ------ | ---------------------- |
| 2008./09. | Ak Bars Kazan          | 4-3    | Lokomotiv Jaroslavlj   |
| 2009./10. | Ak Bars Kazan          | 4-3    | MVD Balašiha           |
| 2010./11. | Salavat Julajev Ufa    | 4-1    | Atlant Mytišči         |
| 2011./12. | UHK Dinamo Moskva      | 4-2    | Avangard Omsk          |
| 2012./13. | Dinamo Moskva          | 4-2    | Traktor Čeljabinsk     |
| 2013./14. | Metallurg Magnitogorsk | 4-3    | Lev Prag               |
| 2014./15. | SKA Sankt Peterburg    | 4-1    | Ak Bars Kazan          |
| 2015./16. | Metallurg Magnitogorsk | 4-3    | CSKA Moskva            |
| 2016./17. | SKA Sankt Peterburg    | 4-1    | Metallurg Magnitogorsk |

## Ostale KHL nagrade i natjecanja

### Završnice konferencija KHL-a
Uz divizije koje su uvedene u prvoj sezoni - 2008./09. (pa je doigravanje igrano na temelju cijele lige), konferencijska podjela je uvedena sljedeće sezone, te se doigravanje od tad igra po konferencijama, čiji prvaci potom igraju u Gagarinovom pokalu. Završnice se također igraju na seriju od četiri pobjede.

#### Zapadna konferencija
| sezona    | prvak               | serija | doprvak              |
| --------- | ------------------- | ------ | -------------------- |
| 2009./10. | MVD Balašiha        | 4-3    | Lokomotiv Jaroslavlj |
| 2010./11. | Atlant Mytišči      | 4-2    | Lokomotiv Jaroslavlj |
| 2011./12. | UHK Dinamo Moskva   | 4-0    | SKA Sankt Peterburg  |
| 2012./13. | Dinamo Moskva       | 4-2    | SKA Sankt Peterburg  |
| 2013./14. | Lev Prag            | 4-1    | Lokomotiv Jaroslavlj |
| 2014./15. | SKA Sankt Peterburg | 4-3    | CSKA Moskva          |
| 2015./16. | CSKA Moskva         | 4-0    | SKA Sankt Peterburg  |
| 2016./17. | SKA Sankt Peterburg | 4-1    | Lokomotiv Jaroslavlj |

#### Istočna konferencija
| sezona    | prvak                 | serija | doprvak               |
| --------- | --------------------- | ------ | --------------------- |
| 2009./10. | Ak Bars Kazan         | 4-2    | Salavat Julajev Ufa   |
| 2010./11. | Salavat Julajev Ufa   | 4-3    | Metalurg Magnitogorsk |
| 2011./12. | Avangard Omsk         | 4-1    | Traktor Čeljabinsk    |
| 2012./13. | Traktor Čeljabinsk    | 4-3    | Ak Bars Kazan         |
| 2013./14. | Metalurg Magnitogorsk | 4-1    | Salavat Julajev Ufa   |
| 2014./15. | AK Bars Kazan         | 4-1    | Sibir Novosibirsk     |
| 2015./16. | Metalurg Magnitogorsk | 4-1    | Salavat Julajev Ufa   |
| 2016./17. | Metalurg Magnitogorsk | 4-0    | Ak Bars Kazan         |

### Kup kontinenta
Kup Kontinenta se dodjeljuje momčadi s najviše bodova u regularnom dijelu sezone (ekvivalent Presidents' Trophy u NHL-u).
Osvajači: 

2008./09.  Salavat Julajev Ufa*   (trofej nije slušbeno ustanovljen, momčad s najviše bodova)  

2009./10.  Salavat Julajev Ufa 

2010./11.  Avangard Omsk 

2011./12.  Traktor Čeljabinsk 

2012./13.  SKA Sankt Peterburg 

2013./14.  Dinamo Moskva 

2014./15.  CSKA Moskva 

2015./16.  CSKA Moskva 

2016./17.  CSKA Moskva 

### Prvaci konferencija (regularna sezona)
Momčadi s najviše bodova u regularnom dijelu po konferencijama.
| sezona    | Zapadna              | Istočna                |
| --------- | -------------------- | ---------------------- |
| 2009./10. | SKA Sankt Peterburg  | Salavat Julajev Ufa    |
| 2010./11. | Lokomotiv Jaroslavlj | Avangard Omsk          |
| 2011./12. | SKA Sankt Peterburg  | Traktor Čeljabinsk     |
| 2012./13. | SKA Sankt Peterburg  | Ak Bars Kazan          |
| 2013./14. | Dinamo Moskva        | Metallurg Magnitogorsk |
| 2014./15. | CSKA Moskva          | Ak Bars Kazan          |
| 2015./16. | CSKA Moskva          | Avangard Omsk          |
| 2016./17. | CSKA Moskva          | Metallurg Magnitogorsk |

### Prvaci divizija
Momčadi s najvećim brojem bodova po divizijama u regularnom dijelu.
| sezona    | Bobrov              | Tarasov                 | Harlamov               | Černjišev           |
| --------- | ------------------- | ----------------------- | ---------------------- | ------------------- |
| 2008./09. | Salavat Julajev Ufa | CSKA Moskva             | Lokomotiv Jaroslavlj   | Ak Bars Kazan       |
| 2009./10. | SKA Sankt Peterburg | MVD Balašiha            | Metallurg Magnitogorsk | Salavat Julajev Ufa |
| 2010./11. | UHC Dinamo Moskva   | Lokomotiv Jaroslavlj    | Ak Bars Kazan          | Avangard Omsk       |
| 2011./12. | SKA Sankt Peterburg | Torpedo Nižnji Novgorod | Traktor Čeljabinsk     | Avangard Omsk       |
| 2012./13. | SKA Sankt Peterburg | CSKA Moskva             | Ak Bars Kazan          | Avangard Omsk       |
| 2013./14. | SKA Sankt Peterburg | Dinamo Moskva           | Metallurg Magnitogorsk | Baris Astana        |
| 2014./15. | SKA Sankt Peterburg | CSKA Moskva             | Ak Bars Kazan          | Sibir Novosibirsk   |
| 2015./16. | Jokerit Helsinki    | CSKA Moskva             | Metallurg Magnitogorsk | Avangard Omsk       |
| 2016./17. | SKA Sankt Peterburg | CSKA Moskva             | Metallurg Magnitogorsk | Avangard Omsk       |

### Kup Nade
Kup Nade (rus. Кубок Надежды) igraju klubovi koji se nisu uspjeli plasirati u doigravanje. Počeo se igrati u sezoni 2012./13.
| sezona    | pobjednik     | serija | finalist       |
| --------- | ------------- | ------ | -------------- |
| 2012./13. | Dinamo Riga   | 3-1    | Amur Habarovsk |
| 2013./14. | Avangard Omsk | 3-0    | Dinamo Minsk   |

### Lokomotiv kup
Lokomotiv kup ili Kup otvorenja (do 2011.), je utakmica na početkum regularnog dijela sezone u kojo se sastaju aktualni prvak i doprvak KHL-a. Od 2011. ova utakmica ima naziv Kup Lokomotiva u spomen na poginulu momčad Lokomotiva iz Jaroslavlja.
| sezona    | pobjednik              | rezultat | poraženi             | mjesto odigravanja |
| --------- | ---------------------- | -------- | -------------------- | ------------------ |
| 2008./09. | Salavat Julajev Ufa    | 4:1      | Lokomotiv Jaroslavlj | Ufa                |
| 2009./10. | Ak Bars Kazan          | 3:2p     | Lokomotiv Jaroslavlj | Kazanj             |
| 2010./11. | UHC Dinamo Moskva      | 3:1      | Ak Bars Kazan        | Kazanj             |
| 2011./12. | Salavat Julajev Ufa    | 5:3      | Atlant Mytišči       | Ufa                |
| 2012./13. | Dinamo Moskva          | 3:2p     | Avangard Omsk        | Moskva             |
| 2013./14. | Dinamo Moskva          | 5:1      | Traktor Čeljabinsk   | Moskva             |
| 2014./15. | Metallurg Magnitogorsk | 6:1      | Dinamo Moskva        | Magnitogorsk       |
| 2015./16. | CSKA Moskva            | 4:3p     | SKA Sankt Peterburg  | Sankt Peterburg    |
| 2016./17. | Metallurg Magnitogorsk | 3:2      | CSKA Moskva          | Magnitogorsk       |

## Poveznice
- KHL.ru službene stranice
- khl.hr  Arhivirana inačica izvorne stranice od 12. listopada 2013. (Wayback Machine)